# Grotenburgschlösschen

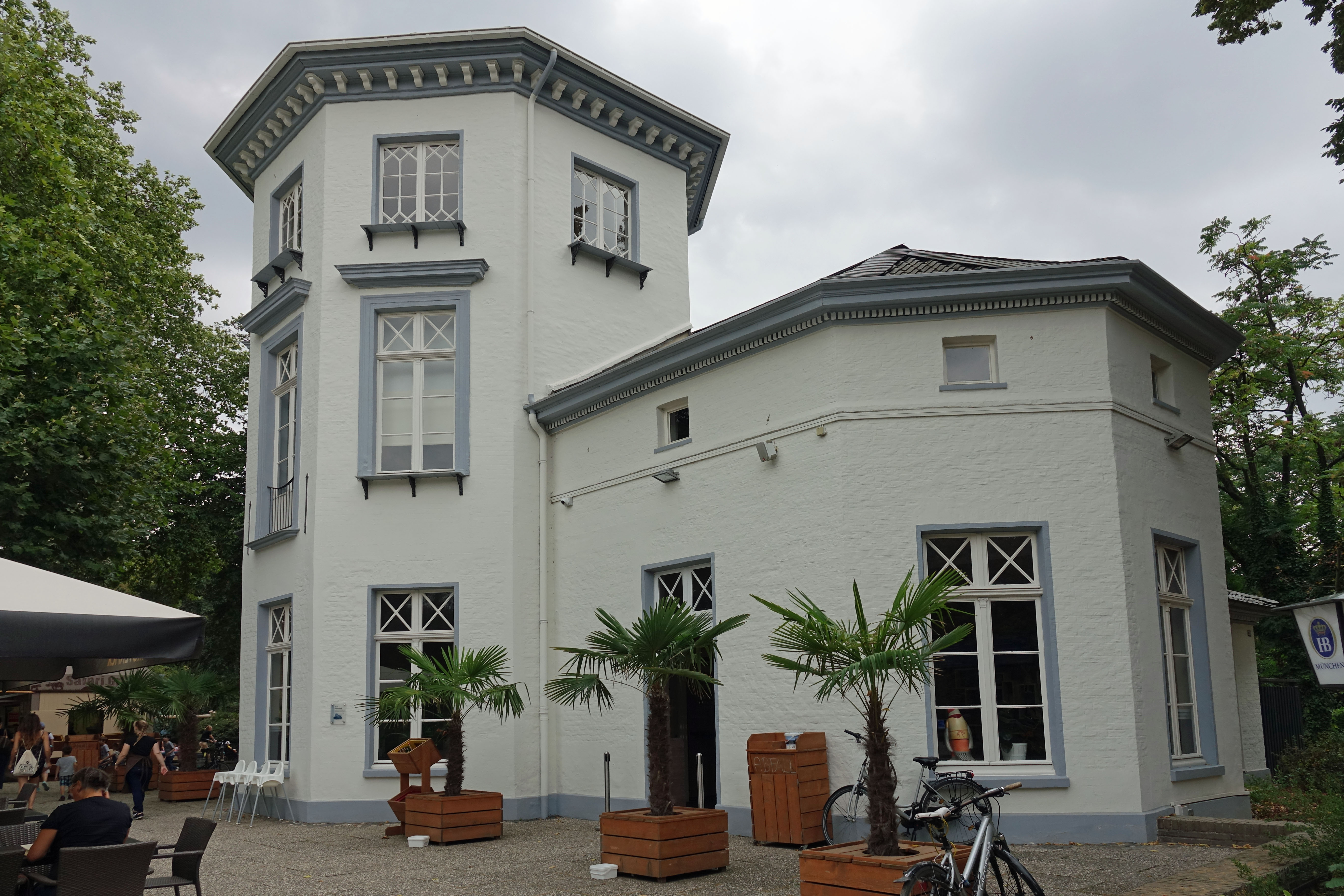
Das Grotenburgschlösschen im Krefelder Zoo

Das Grotenburgschlösschen, manchmal auch Haus Grotenburg genannt, ist ein kleiner schlossartiger Bau inmitten des Krefelder Zoos und beherbergt heute ein Café-Restaurant. Das Schlösschen wurde Mitte des 19. Jahrhunderts als Sommerhaus errichtet und steht unter Denkmalschutz.

## Geschichte
Seinen Namen hat das Gebäude von der Bauernfamilie Grotenburg, auf deren einstigem Grund das Schlösschen steht. Von ihrem Nachfahren Peter erwarb 1840 der Krefelder Seidenfabrikat Moritz de Greiff den Grotenburgschen Bauernhof samt zugehörigem Ackerland und Feldern und ließ dort 1846 ein Sommerhaus für seine Familie errichten. Das ehemalige Bauernhaus, ein niederrheinisches Hallenhaus aus dem 18. Jahrhundert, wurde zum Wirtschaftshof umfunktioniert. Die umliegenden Ländereien ließ de Greiff zu einem großzügigen Park, dem sogenannten Grotenburgpark, umgestalten, der damals von der heutigen Violstraße bis zur Kaiserstraße reichte. Spätere Besitzer waren Justus Christian Waldhausen, Johann Heinrich Schilbers und dessen Vetter Johann Becker.
1914 kam das Grotenburg-Areal in den Besitz der Stadt Krefeld, die dort 1938 den Krefelder Zoo eröffnete. Dieser stand in einer alten Tradition, denn schon seit 1877 gab es dort einen privaten Tiergarten. Das Grotenburgschlösschen wurde in den 1950er Jahren umgebaut und wird seit 1955 als Café des Zoos genutzt.

## Beschreibung
Der kleine klassizistische Bau wurde möglicherweise nach Plänen von Adolph von Vagedes gebaut, während die Entwürfe für den Park vielleicht von Maximilian Friedrich Weyhe stammten.
Das Gebäude besteht aus einem etwas vorspringenden, achteckigen Turm mit drei Geschossen, dem sich westlich und östlich zwei kurze, niedrigere Seitenflügel anschließen. Das Grotenburgschlösschen besitzt somit eine Länge von etwa 22 Metern und eine maximale Tiefe von 17 Metern. Sein Mauerwerk besitzt einen weißen Anstrich und der Turm ein auffällig gestaltetes Traufgesims.